# ウィンスロップ・チャンドラー
ウィンスロップ・チャンドラー（Winthrop Chandler、1747年4月6日 – 1790年7月29日）はアメリカの画家である。家族の肖像画や近所の人々の肖像画を残した。

## 略歴
コネチカット州、ウィンダム郡のチャンドラーヒル(Chandler Hill)の農家に生まれた。1754年に父親が亡くなった後、肖像画家、看板画家の仕事を始めた。
ボストンで肖像画家の修業をしたという研究もあるが、明確な文書による証拠はみられない。1772年に結婚した。独立戦争に参加した記録はないが、兄弟のサムエル・チャンドラーの軍服姿の肖像画を残していることから家族は独立戦争に参加したことが示されている。父親の少ない遺産を受け継いだ後も貧しい生活を続けなければならなかったので、家の塗装などの仕事もした 。1785年に絵の顧客を求めて、マサチューセッツ州のウースターに移った。ウースターで5年間働いた。貧しい暮らしの中で、息子や妻を失い、残された子供は親戚に育ててもらうことになった。
チャンドラーヒルに戻り、貧しい生活のなかで1790年に亡くなった。残された財産は医療費と葬儀費を支払うために費やされた。
主要な作品は肖像画で、当時の多くの画家が、村や町を巡回して肖像画を描いていたが、チャンドラーは注文を求めて旅することはなかったので、肖像画のモデルは家族または隣人だった。約50点の肖像画を残し、残された作品で最も古いものは1770年に描かれたものである 。地元の風景を装飾的に描いた風景画も残した。
アメリカのフォークアートの画家の一人とされることもある。

## 作品

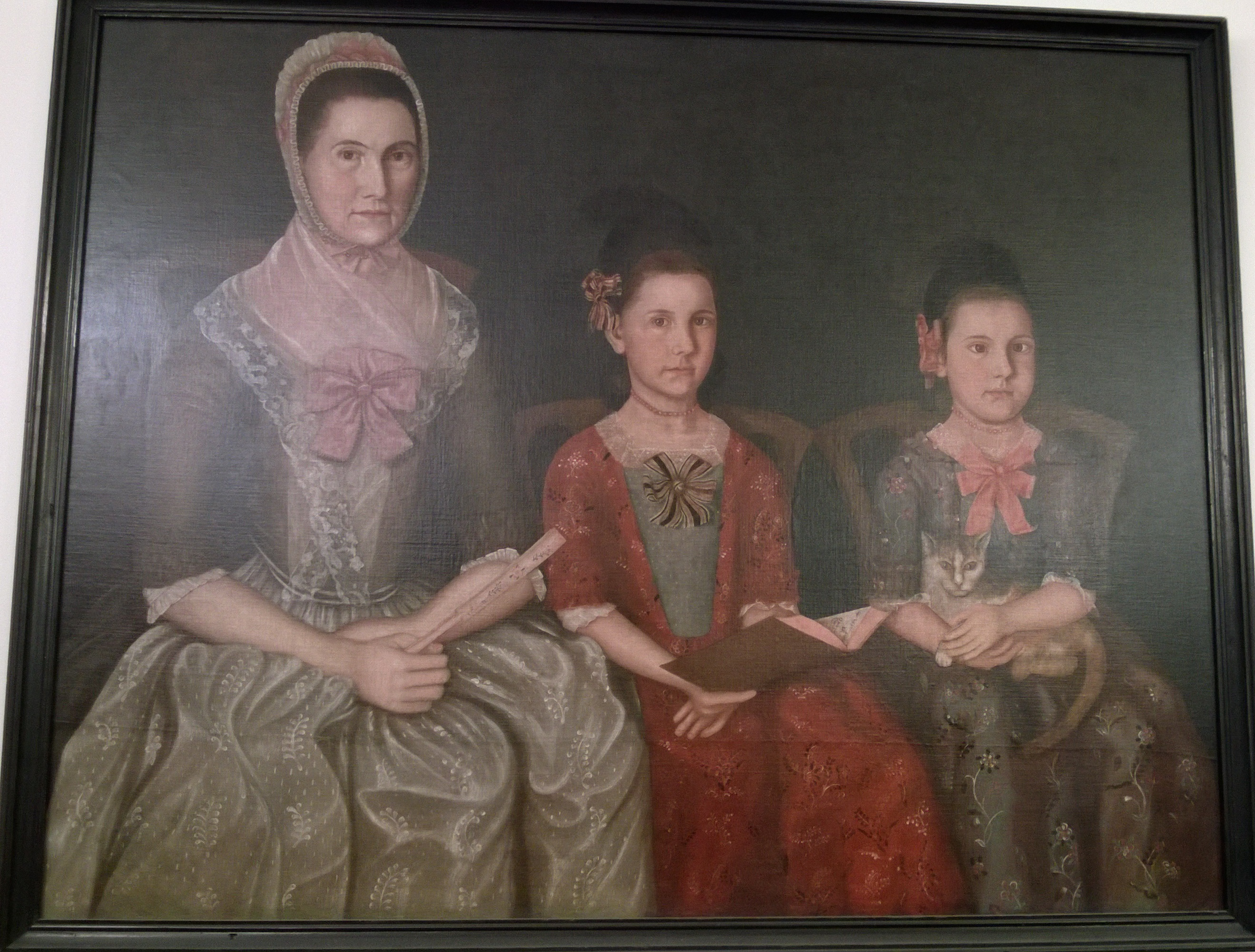
Mrs. Ebenezer Crafts and her daughters(1781)
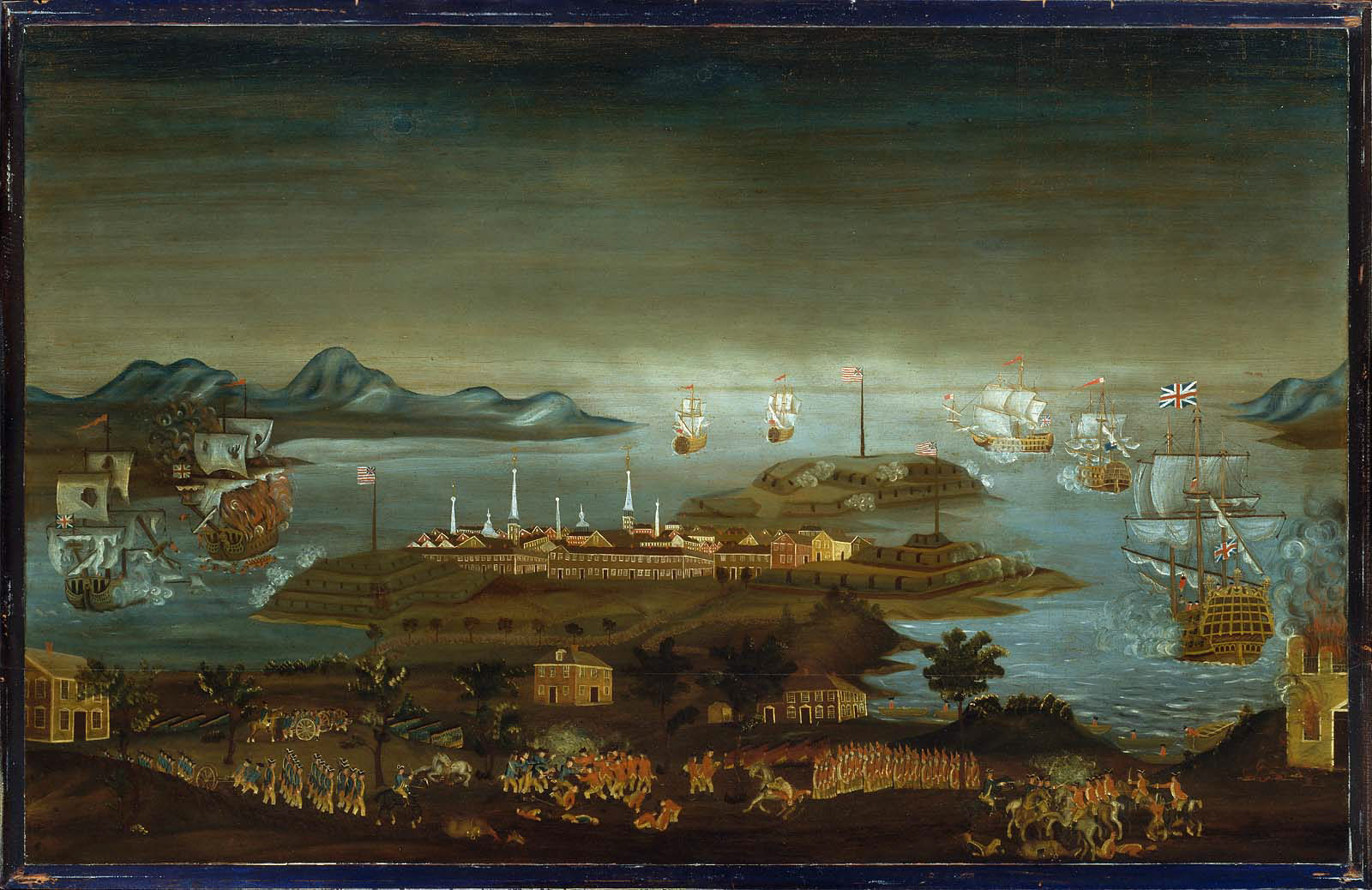
バンカーヒルの戦い
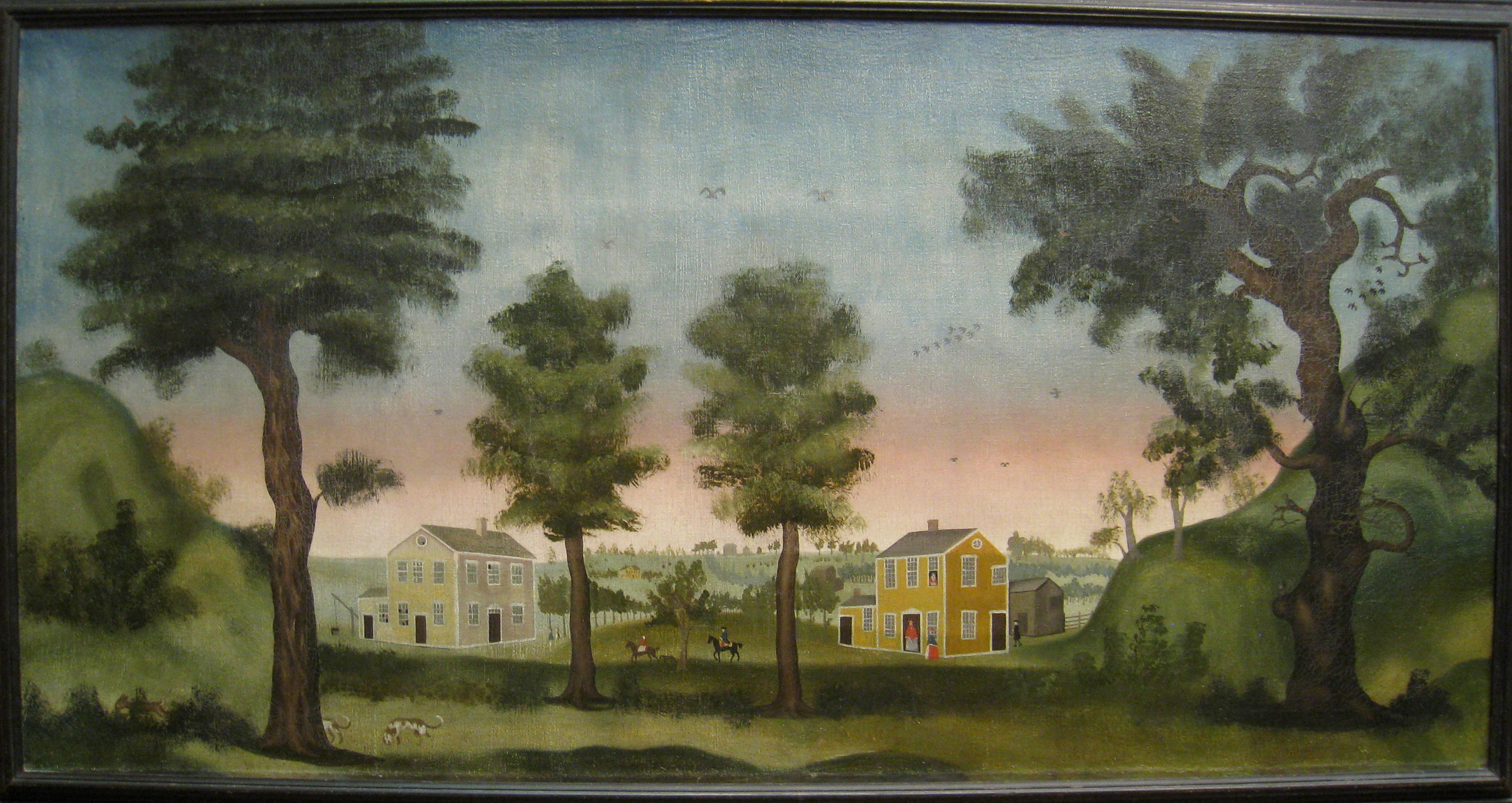
ティモシー・ラグルズ将軍の故郷(1770/1775)

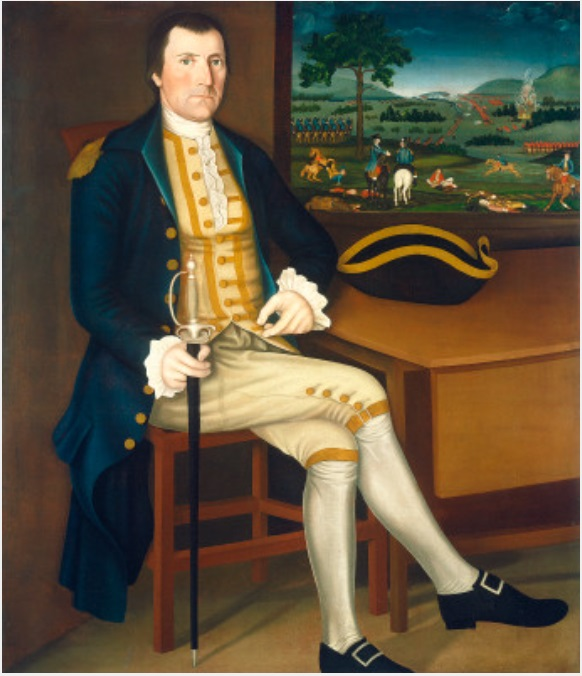
サムエル・チャンドラーの肖像 (c.1780)
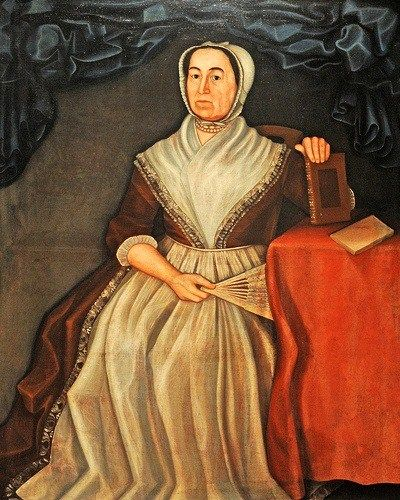
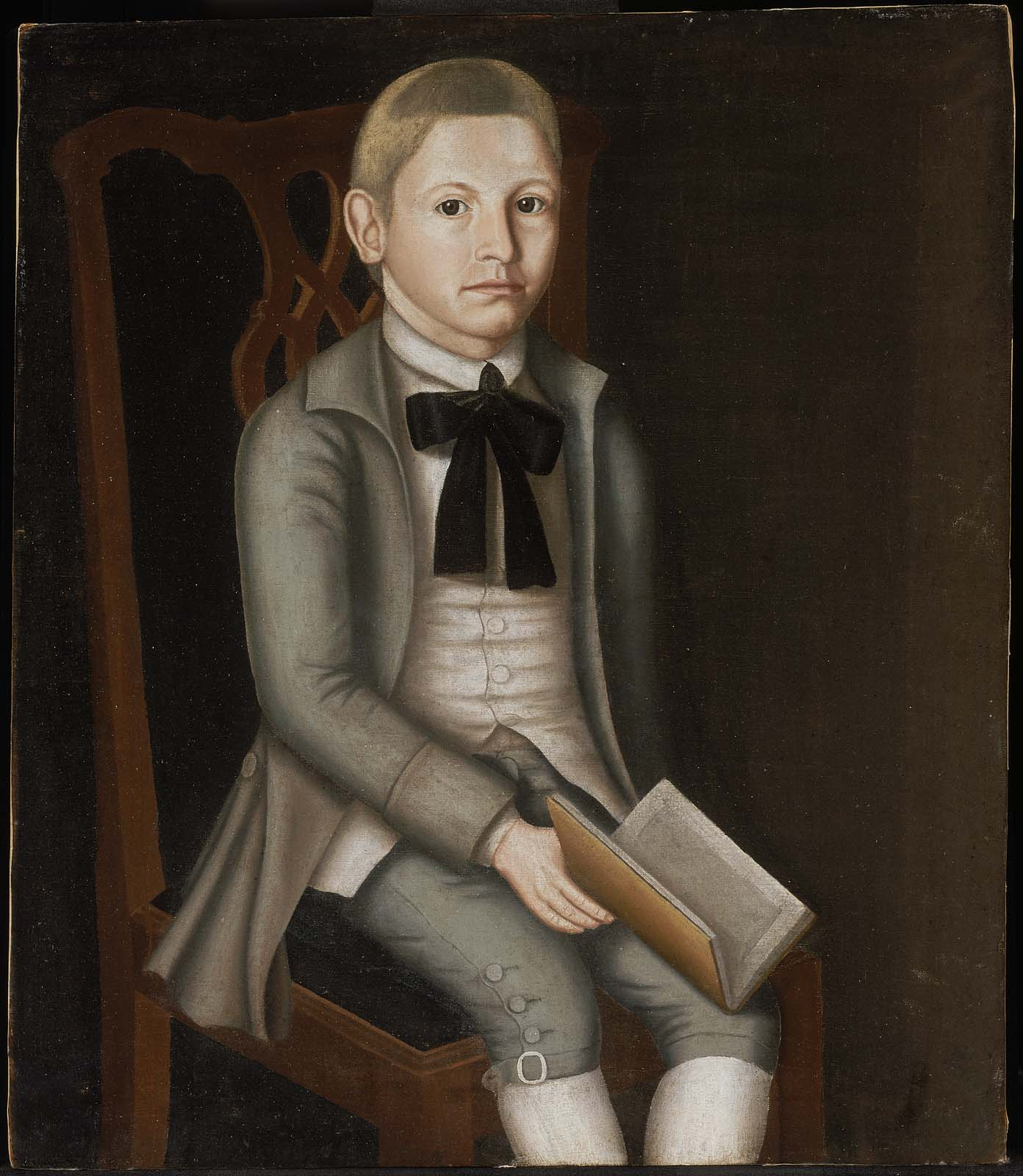
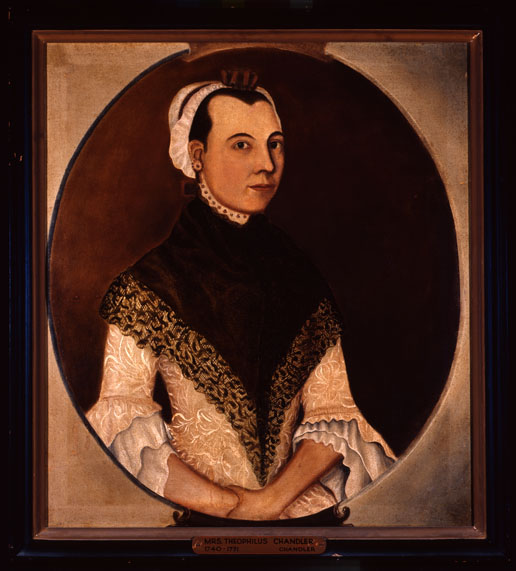